# San Michele (isola)
San Michele è un'isola della laguna veneta, posta tra Venezia e Murano. È nota in quanto è quasi del tutto occupata dal cimitero monumentale della città.
Si è originata nella prima metà dell'Ottocento interrando il rio che divideva due isole distinte, San Michele e San Cristoforo, per ampliare il camposanto che sorgeva su quest'ultima.

## Storia

### Isola di San Michele
Secondo la tradizione, la storia dell'isola di San Michele inizia nel X secolo, quando le famiglie Briosa e Brustolana vi costruirono una chiesa dedicata a san Michele arcangelo. Sempre secondo la leggenda, qualche tempo dopo vi avrebbe vissuto in eremitaggio san Romualdo, fondatore dei Camaldolesi.
Nel 1212 il Capitolo di Torcello concesse la chiesa proprio ai Camaldolesi. Il tempio fu rinnovato (venne riconsacrato nel 1221) e fu affiancato da un monastero. Attorno al 1300 la Sede Apostolica gli concesse il titolo di abbazia. Nella seconda metà del Quattrocento l'abate Pietro Donà diede incarico al celebre architetto Mauro Codussi di riedificare il complesso. Successivamente vennero svolti nuovi interventi, ovvero la costruzione del chiostro "grande" (dal 1501, attribuito a Giovanni Buora), della foresteria (1523-1526), della cappella Emiliani (dal 1528, di Guglielmo Bergamasco) e della cavana (1575).
Nel secolo XV nel convento di San Michele visse il famoso geografo e cartografo Fra Mauro, morto nel 1459. Tra il 1445 e il 1446 Fra Mauro disegnò il famosissimo planisfero che ora è conservato a Venezia nella Biblioteca Marciana. Il mappamondo comprende migliaia di iscrizioni e centinaia di immagini derivate da fonti scritte, da narrazioni di viaggiatori contemporanei e da testimonianze anonime che fornirono a Fra Mauro informazioni preziose sulle principali rotte commerciali dell'Oceano Indiano e sulle prime navigazioni dei portoghesi nell'Oceano Atlantico. Le dimensioni dell'insieme sono di 230 x 230 cm circa. Il mappamondo è orientato con il sud nella parte superiore, per cui rispetto alle riproduzioni odierne appare capovolto.
Nel 1810 le soppressioni napoleoniche colpirono anche l'abbazia di San Michele: la comunità venne sciolta e i beni furono confiscati. Con l'arrivo degli Austriaci, il complesso fu adibito a carcere politico (vi passarono, tra gli altri, Silvio Pellico e Pietro Maroncelli) fino al 1829, quando fu donato ai Minori conventuali che tuttora lo gestiscono.

### Isola di San Cristoforo
Di fronte a San Michele, verso sud, si trovava la più piccola isola di San Cristoforo. Di essa si hanno notizie a partire dal 1332, quando vi fu costruito un mulino a vento. Qualche anno dopo lo stesso proprietario eresse anche un piccolo ospizio intitolato ai santi Cristoforo ed Onofrio.
Già nel XV secolo l'isola risultava abbandonata, sicché il doge Francesco Foscari, nel 1424, donò l'ospizio al brigidino Giovanni Brunacci perché lo recuperasse. Nel 1435 gli successero gli Agostiniani del monastero di Monteortone e con l'occasione la chiesa fu ricostruita.

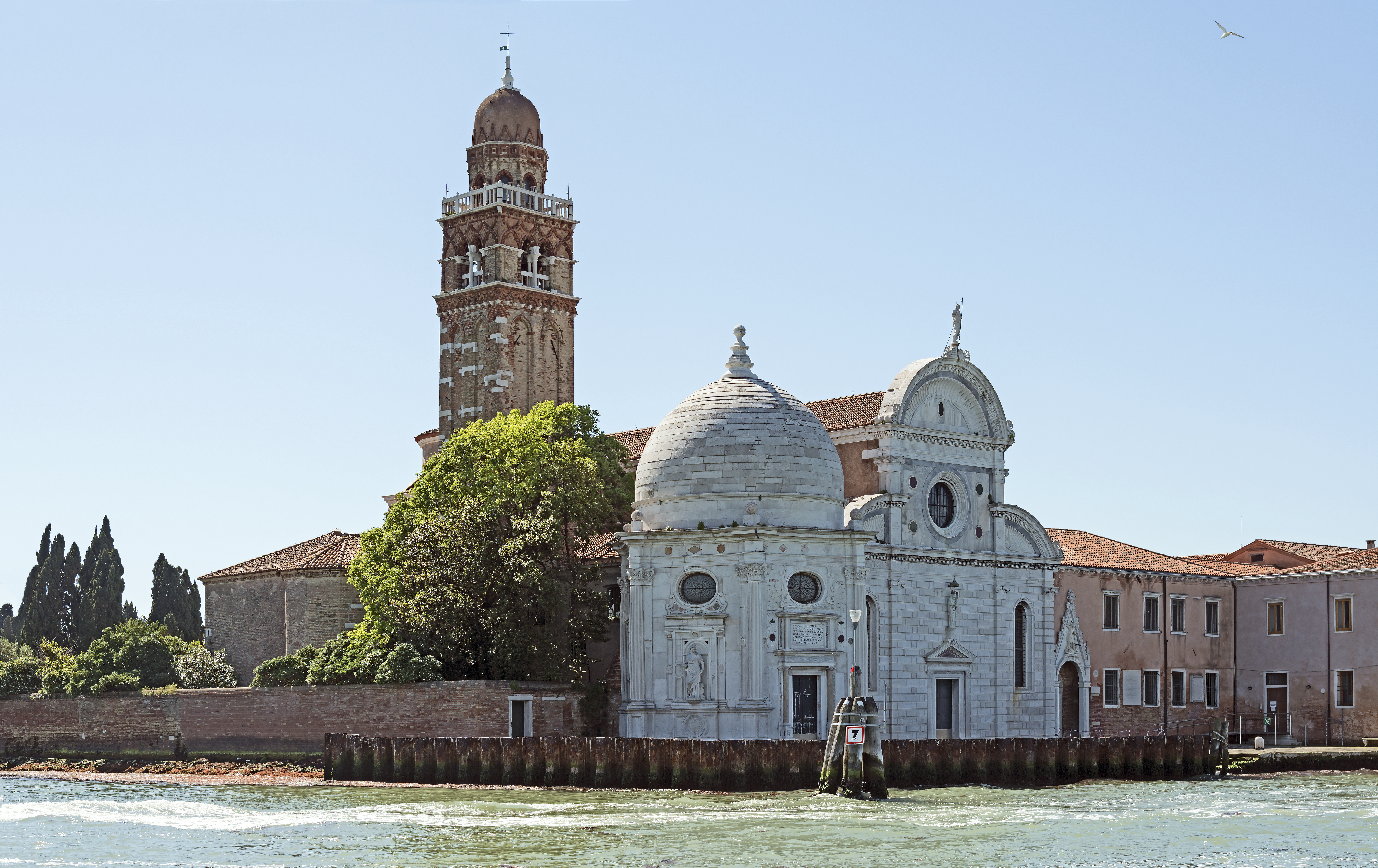
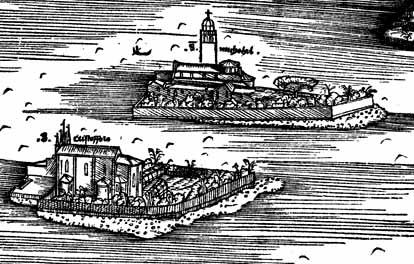
San Michele e San Cristoforo nella mappa cinquecentesca di Jacopo de' Barbari
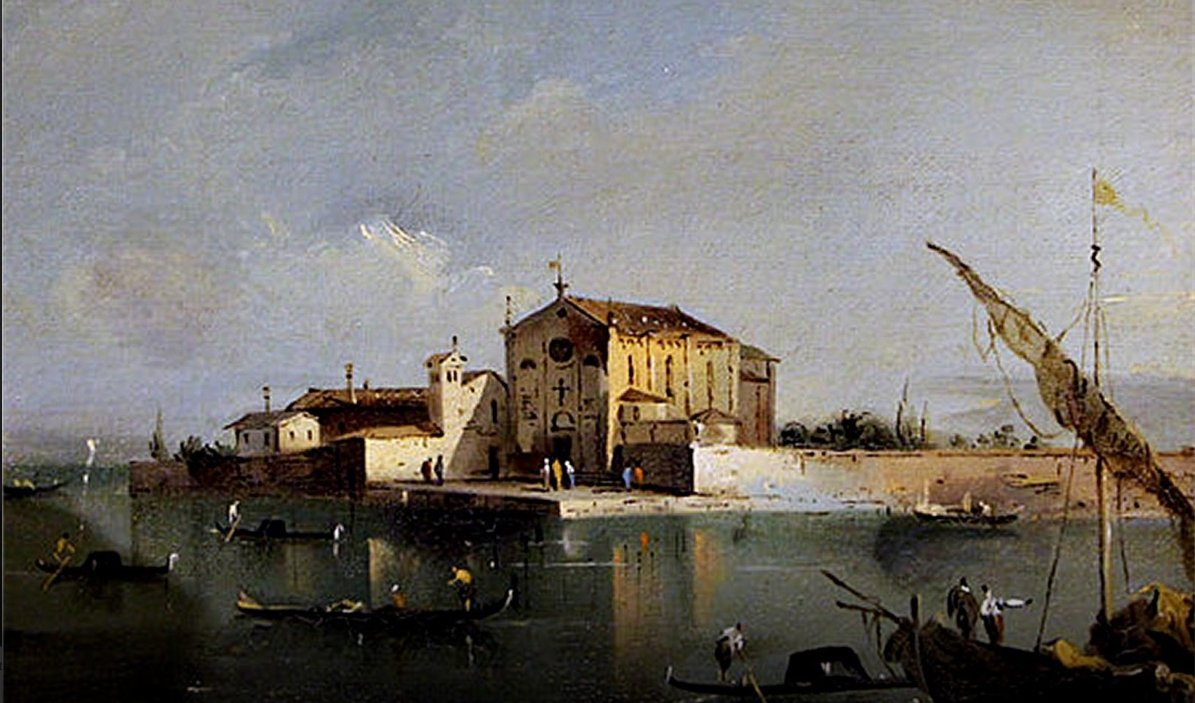
Giacomo Guardi, San Cristoforo della pace
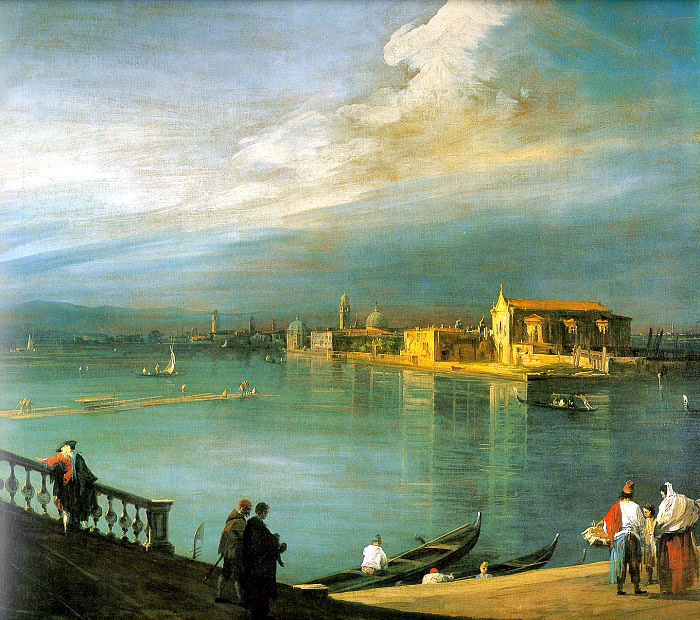
Veduta del Canaletto dalle fondamente Nove, con San Cristoforo in primo piano e San Michele dietro.
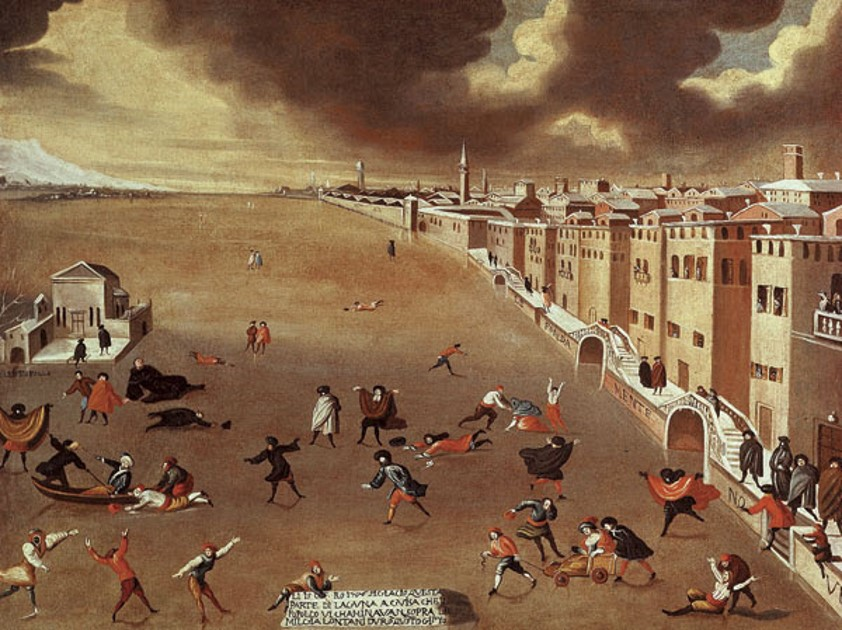
Gabriel Bella, Laguna gelata, gennaio 1709, a sinistra l'isola di San Cristoforo
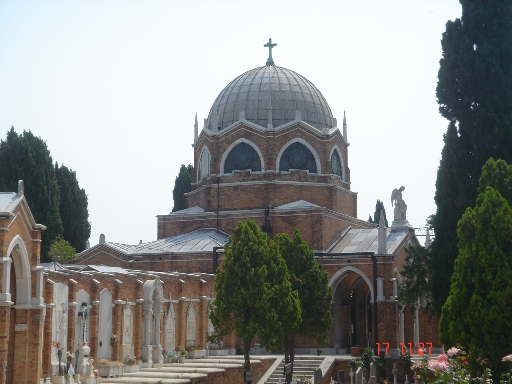
L'odierna cappella di San Cristoforo, di Annibale Forcellini (1865).

### Cimitero
Nel 1807 il complesso di San Cristoforo fu chiuso e i frati furono trasferiti a Santo Stefano. Tutti gli edifici presenti sull'isola furono demoliti perché, per effetto dell'editto di Saint Cloud, il luogo fu scelto per realizzarvi il cimitero cittadino. Venne cinto da mura e vi fu eretta una cappella ottagonale.
Nel 1818, al fine di aumentare l'estensione del camposanto, il Comune di Venezia cominciò a trattare con il governo austriaco per l'acquisto dell'isola di San Michele. Nel 1835 venne approvato il progetto di ampliamento e nel 1839 le due isole vennero unite interrando lo stretto canale che le divideva. Le bonifiche, tuttavia, si protrassero negli anni successivi sino al XX secolo.
Fu quindi indetto un nuovo bando per la progettazione del nuovo cimitero. La scelta cadde sull'ingegnere Annibale Forcellini, a cui si deve l'attuale assetto fatte salve le aggiunte successive, alcune molto recenti (2008). In memoria dell'antica chiesa di San Cristoforo, lo stesso realizzò una cappella che venne affidata in perpetuo all'Arciconfraternita di San Cristoforo.
Nel cimitero di San Michele sono sepolti molti personaggi illustri: musicisti, pittori, scrittori, impresari e attori teatrali, ballerini, eroi di guerra, sportivi, scienziati che sono oggetto di visita da parte di molti turisti ed amatori.

## Galleria d'immagini

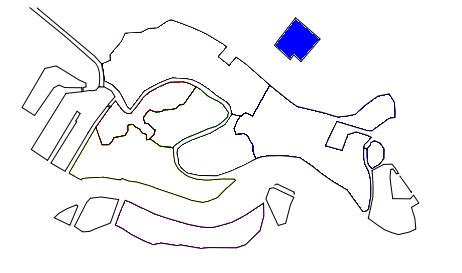
Localizzazione dell'isola rispetto al centro storico di Venezia.
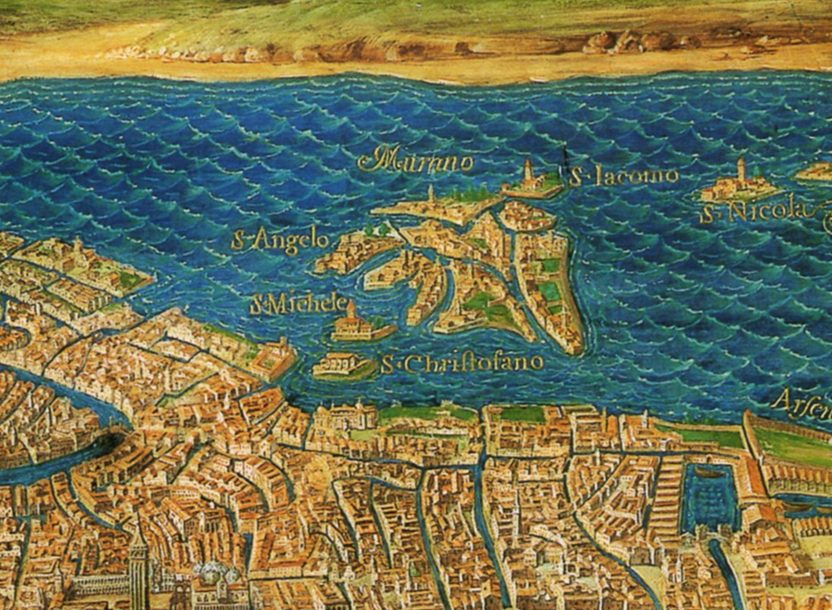
Vaticano, Galleria delle carte geografiche, affresco, 1580-1583
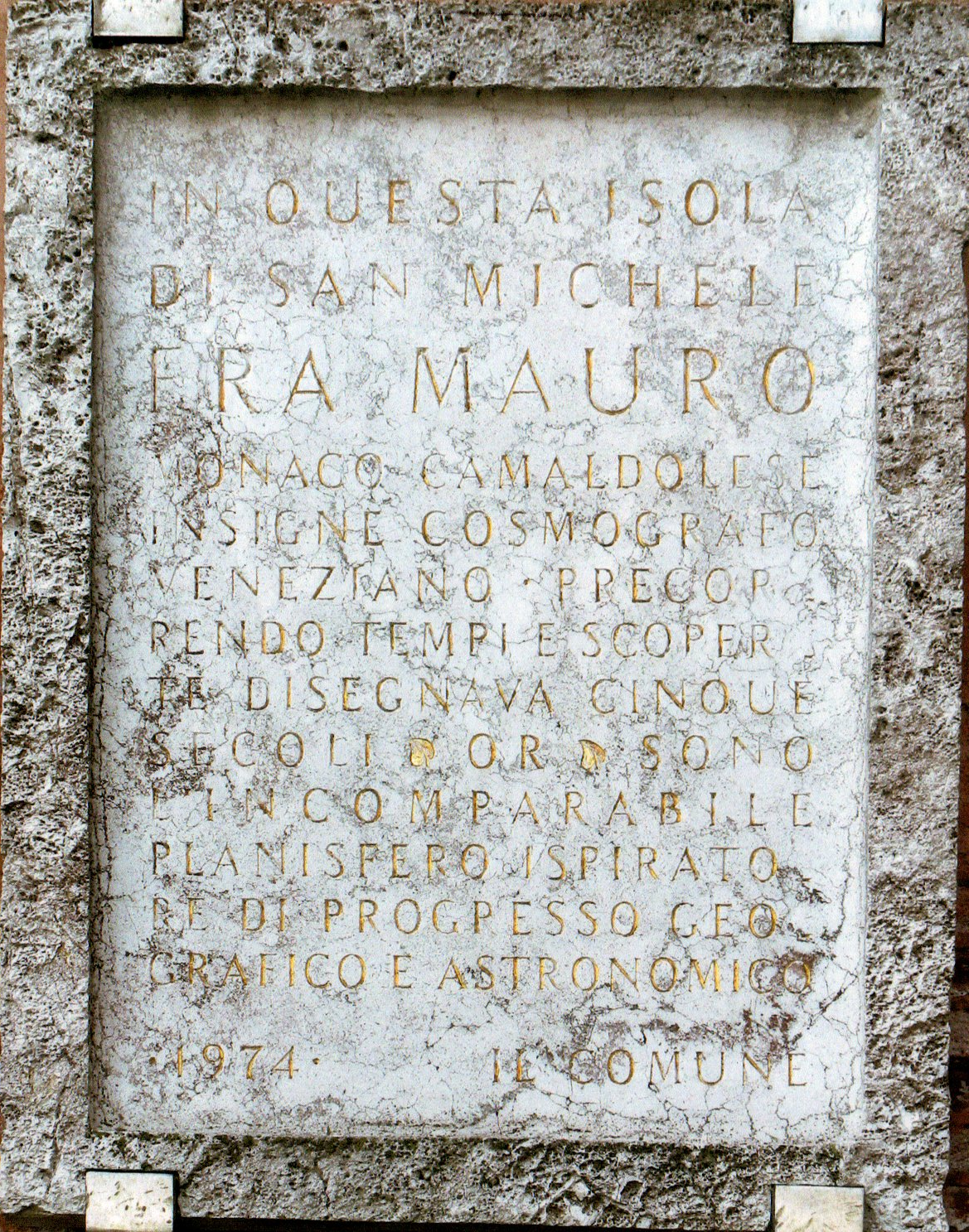
Lapide in ricordo di Fra Mauro
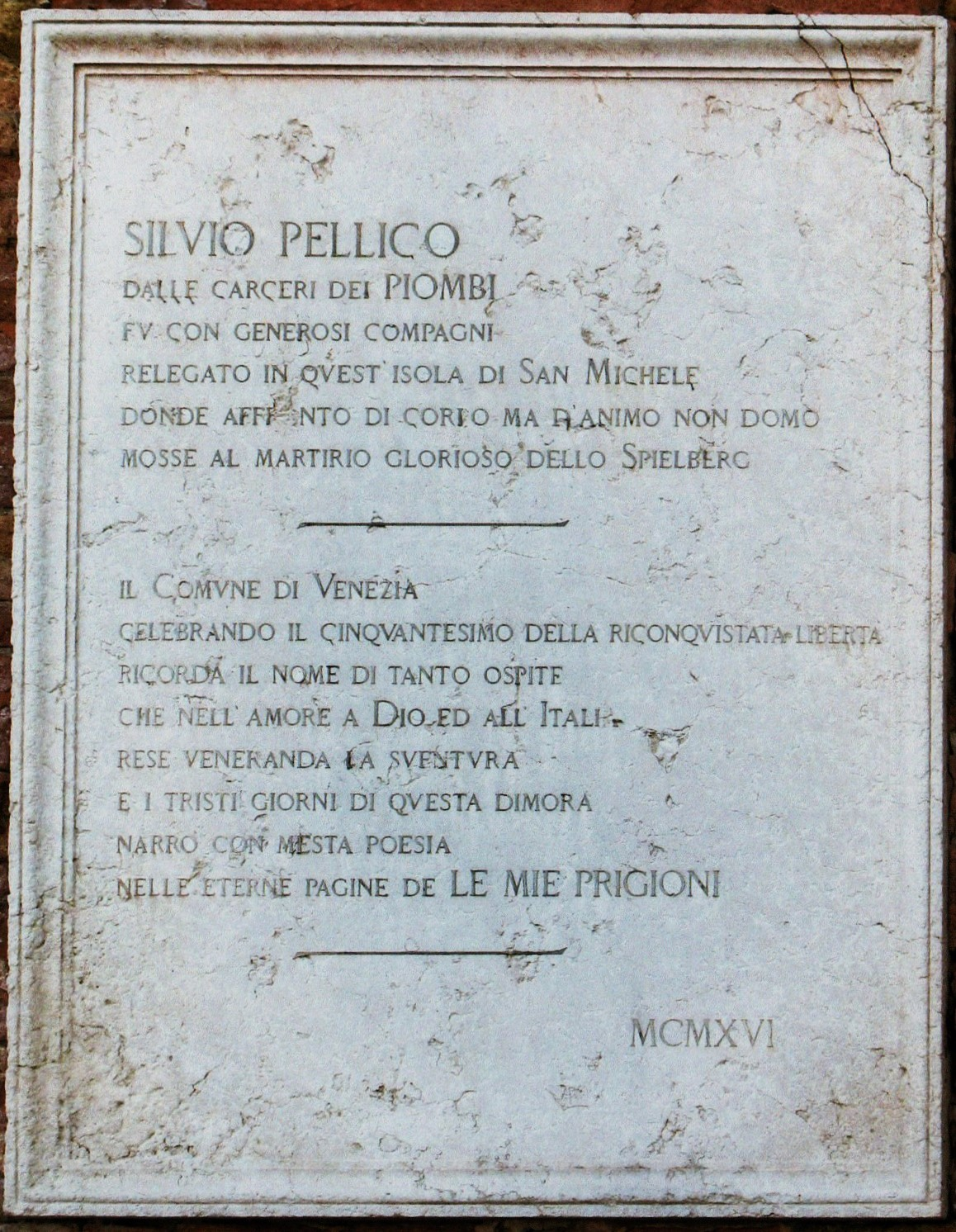
Lapide in ricordo della detenzione di Silvio Pellico
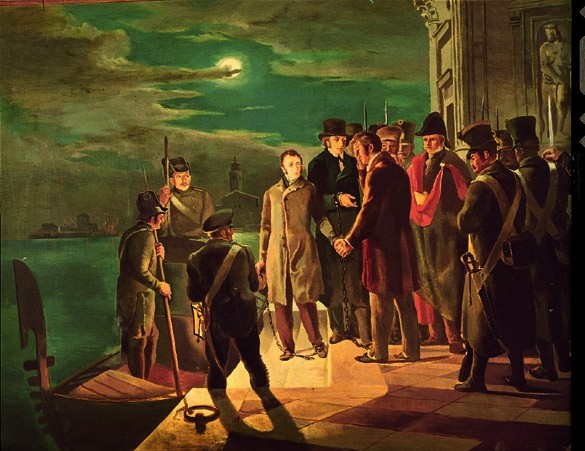
Carlo Felice Biscarra, La notte del 26 marzo 1822 Pellico e Maroncelli lasciano le carceri di San Michele, 1865